# Aarhus Tigers
Aarhus Tigers er en dansk Footballklub fra Aarhus. Klubben blev stiftet af Claus Elming og har igennem mange år vundet flere danske mesterskaber.